# Richard Noll
Pour les articles homonymes, voir Noll.
Richard Noll (né en 1959) est un écrivain et psychologue clinique. Actuellement professeur adjoint au département de psychologie de l'université de DeSales de Center Valley, en Pennsylvanie, il est connu pour ses publications concernant l'histoire de la psychiatrie et pour ses deux ouvrages critiques sur la vie et l'œuvre de Carl Gustav Jung. Ses articles sur l'histoire de la démence précoce et sur la schizophrénie sont également des références. Noll est également connu pour ses publications sur l'anthropologie du shamanisme. Ses livres et articles ont été traduits dans quatorze langues étrangères.

## Biographie
Noll a grandi à Phoenix, dans l'Arizona, où il a étudié au Collège Préparatoire de Brophy, une institution jésuite. Puis, de 1977 à 1979 il a étudié les sciences politiques à l'université d'Arizona. À la fin de l'année 1978 il a effectué un stage au siège des Nations unies de New York, puis il a achevé son diplôme de sciences politiques en mai 1979. Il reçut son Doctorat à la clinique de psychologie de la New School for Social Research en 1992. Avant d'assurer son poste de professeur de psychologie à l'université DeSales en août 2000, il fut post-doctorant et conférencier en Histoire des Sciences, poursuivant ses recherches à l'université d'Harvard pendant quatre années. De 1995 à 1996 il fut visiteur universitaire et Membre honorifique au Massachusetts Institute of Technology, à l'institut Dibner pour l'Histoire des Sciences et de la Technologie.
En 1994, il reçut le prix de Meilleur Livre de Psychologie délivré par l'Association des Editeurs Américains, pour son ouvrage Le Culte de Jung: origines d'un mouvement charismatique. Les conclusions controversées de ce livre firent les premières pages des journaux du monde entier, y compris celle du numéro du 3 juin 1995 du New York Times. Les Éditions de l'université de Princeton soumirent également Le Culte de Jung en compétition pour le prix Pulitzer, sans succès néanmoins. Bien qu'éloigné de ses recherches, Noll se consacre à la critique des théories jungiennes, y voyant un « prophète » œuvrant pour le rétablissement du paganisme.
La genèse de la controverse des recherches de Noll à propos de Jung peuvent être consultées dans sa préface de la nouvelle édition publiée dans la collection Free Press Paperbacks en 1997. Noll résume également sa pensée dans un article intitulé At random écrit pour les éditions Random House, la même année.
En 1994, Richard Noll et son collègue, l'anthropologue Kun Shi, de l'Université d'État de l'Ohio, explore la Mandchourie et la Mongolie intérieure. Ils interviewèrent alors le dernier shaman sibérien encore vivant, Chuonnasuan (1927-2000), de langue tungus, dans la République populaire de Chine, au sud de la rivière Amour. Son histoire, celle de son initiation au sein du peuple Oroqen est narrée dans le Journal des religions coréennes publié en 2004
Un autre de ses travaux de terrain sur le chamanisme de langue Solon Ewenki, auprès de Dula'r (Ao Yun Hua) a été publié dans le journal Shaman en 2007. Noll a été initié à l'étude du shamanisme à la fin de l'année 1980 par l'anthropologue Michael Harner, avant de devenir professeur de la New School for Social Rechearch de la ville de New York. La publication du dernier ouvrage de Noll, The Rise and fall of Dementia Praecox, est prévue en 2009 aux Presses Universitaires d'Harvard.

## Richard Noll, critique deCarl Gustav Jung
La critique de Richard Noll, qui publia par deux fois des ouvrages examinant l'ambivalence selon lui du personnage de Jung, fut la plus acerbe à l'encontre des collusions de Jung avec le régime nazi. Richard Noll néanmoins propose ses arguments bien après la mort de Jung puisque Le Culte de Jung (The Jung Cult) est publié en 1994 et Le Christ aryen (The Aryan Christ) lui date de 1997. Ses arguments sont violents, assimilant Jung à un gourou aux délires de grandeurs, accumulant autour de lui une mafia, et pétri de théories racistes et nazies, promoteur d'un christianisme intégriste, voyant en Jung un « prophète völklich ».
Néanmoins derrière l'arrière-plan des accusations de collusion avec le nazisme (sur lesquelles Noll ne délivre aucune analyse rationnelle de la pensée de Jung), l'auteur appuie son réquisitoire sur la critique de Jung comme destructeur de la religion chrétienne :

« J’ajouterai une remarque, au risque de susciter la controverse après avoir réfléchi des années à l’impact considérable de Jung sur la culture et le paysage spirituel du vingtième siècle, je suis parvenu à la conclusion qu’il a exercé une influence aussi importante que l’empereur romain Julien l'Apostat (331-363) sur l’érosion du christianisme institutionnel et la restauration du polythéisme hellénistique dans la civilisation occidentale. »

 Ce que reproche Noll c'est la tentative selon lui que Jung a entreprise, via le culte de sa personne comme modèle et prophète, de restaurer le paganisme.
Noll considère Jung comme un menteur, n'ayant jamais cru à ses concepts originaux, œuvrant pour la déconfiture du monde religieux :

« je suis convaincu – et c’est l’un des arguments de cet ouvrage – que Jung a fabriqué délibérément, et quelque peu trompeusement, ce masque du vingtième siècle pour rendre sa vision du monde magique, polythéiste et païenne plus acceptable à une société laïcisée, conditionnée à ne respecter que les idées d’apparence scientifique. »

Néanmoins, pour la plupart des psychologues et historiens de la psychanalyse, ces ouvrages contre Jung sont essentiellement des attaques personnelles. L'historienne freudienne Elizabeth Roudinesco argumente : « Même si les thèses de Noll sont étayées par une solide connaissance du corpus jungien […], elles méritent d’être réexaminées, tant la détestation de l’auteur vis-à-vis de son objet d’étude diminue la crédibilité de l’argumentation. »
Noll fonde enfin ses attaques sur la période trouble de la biographie de Jung, dès 1932, lorsqu'il remplace Ernst Kretschmer à la présidence de Société internationale de psychothérapie, alors récupérée par les nazis allemands. Noll argue que Jung fut alors, de sa volonté même, « Reichsführer » de la psychothérapie en Allemagne, et qu'il chapeautait également la société freudienne de psychanalyse, comme le relate l’ami de Freud Ernest Jones dans sa célèbre biographie, La Vie et l’œuvre de Sigmund Freud. Richard Noll affirme également que dans la fameuse tour de Bollingen, Jung, franc-maçon, fait représenter un certain nombre « d'outils et de symboles maçonniques et alchimiques ». Cette thèse est reprise dans l'ouvrage de Jean-Luc Maxence, Jung est l’avenir de la Franc-maçonnerie.